# Parafia Przemienienia Pańskiego w Starokrzepicach
Parafia Przemienienia Pańskiego w Starokrzepicach – parafia rzymskokatolicka, znajdująca się w archidiecezji częstochowskiej, w dekanacie Krzepice.

## Historia parafii
Parafia istniała już w XIII wieku. Uposażali ją także królowie polscy tacy jak Zygmunt August w 1552 r. Od tego też czasu duszpasterzami byli tutaj Kanonicy Regularni z Krzepic. W latach 80., ks. proboszcz Stanisław Kucała wraz z parafianami dokonał modernizacji placówki kościelnej, plebanii i otoczenia kościoła.
W parafii zamieszkuje 1965 wiernych.